# Joyce DeWitt
Joyce Anne DeWitt (Wheeling, 23 aprile 1949) è un'attrice statunitense.
È famosa per aver interpretato il personaggio di Janet Wood nella sit-com Tre cuori in affitto dal 1977 al 1984, successivamente la sua carriera d'attrice è proseguita in tono minore.

## Biografia
Joyce Ann DeWitt iniziò la carriera nello spettacolo all'età di 13 anni. Mentre frequentava l'università, lavorò come segretaria fino al suo debutto professionale in TV nella serie Baretta. Contrariamente a quanto spesso erroneamente affermato, non si era occupata di dipingere la porta del garage dell'attore Abe Vigoda, e non lo aveva mai incontrato in precedenza prima di ottenere la parte. Dopo la laurea, un professore dell'UCLA la convinse a trasferirsi in California per frequentare i corsi della scuola di recitazione MFA. La Ann DeWitt conobbe la vera popolarità recitando nel ruolo di "Janet Wood", la brunetta della sit-com Tre cuori in affitto dal 1977 al 1984, ruolo ottenuto dopo un provino sostenuto nel secondo episodio pilota della serie.
Dopo la conclusione di Tre cuori in affitto nel 1984, la DeWitt apparve in un episodio di Detective per amore (sempre nel 1984), e poi smise di recitare per svariati anni. Ritornò alla recitazione nel giugno del 1991 partecipando allo spettacolo teatrale Noises Off alla Michigan's Cherry County Playhouse. Apparve in seguito nel film TV del 1995 Spring Fling!, e in The Pinky Protocol, un episodio datato 1997 della serie animata Mignolo e Prof., in una puntata di Cybill, e fece un cameo nel penultimo episodio di Living Single. Altri suoi lavori degli anni 2000 includono gli show televisivi Hope Island, 18, The Nick at Nite Holiday Special, e Call of the Wild. Alla fine del 2008 ha recitato nel film indipendente Failing Better Now.

## Filmografia

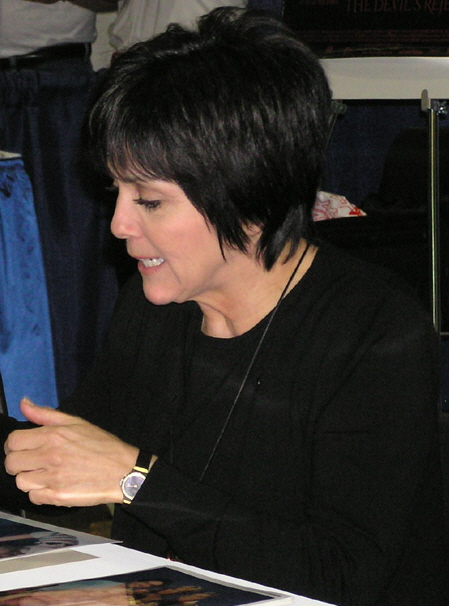
Joyce DeWitt (2006)

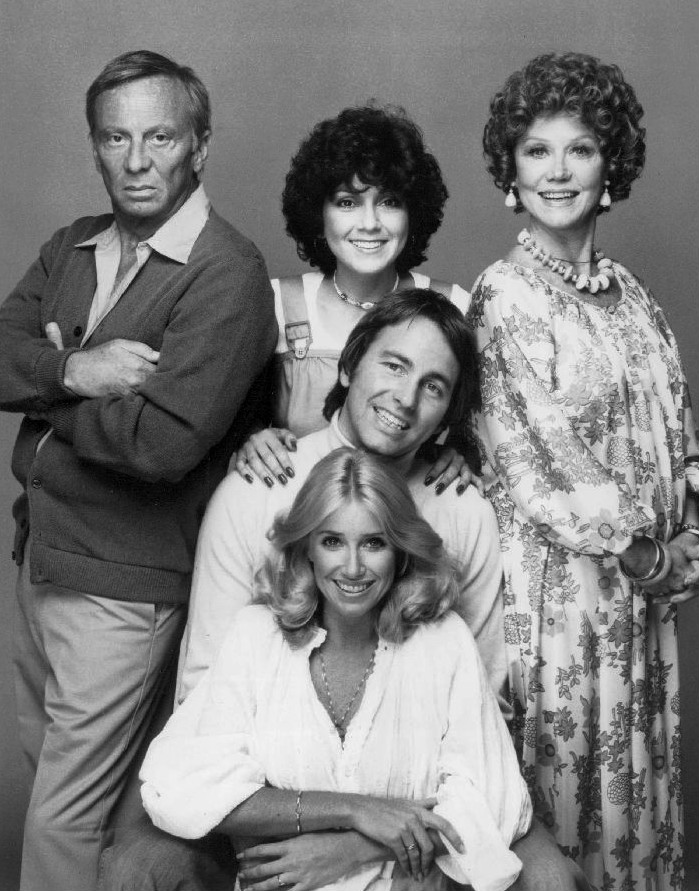
Il cast completo di Tre cuori in affitto nel 1977

### Cinema
- L'aereo più pazzo del mondo... sempre più pazzo (Airplane II: The Sequel), regia di Ken Finkleman (1982)
- Il richiamo della foresta 3D (Call of the Wild), regia di Richard Gabai (2009)
- Failing Better Now, regia di Keren Atzmon (2010)
- The Great Fight,regia di Sherri Kauk (2011)
- Snapshot, regia di Eric Etebari (2014)
- Rock Story, regia di Dylan Bank (2015)
- The Savant,regia di Sherri Kauk (2019)

### Televisione
- Baretta – serie TV, 2 episodi (1975)
- Squadra Most Wanted (Most Wanted) – serie TV, 1 episodio (1976)
- Tre cuori in affitto (Three's Company) – serie TV, 171 episodi (1976-1984)
- L'impareggiabile giudice Franklin (The Tony Randall Show) – serie TV, 1 episodio (1977)
- Supertrain – serie TV, 1 episodio (1979)
- Love Boat (The Love Boat) – serie TV, 1 episodio (1979)
- I Roper (The Ropers) – serie TV, 1 episodio (1979)
- Detective per amore (Finder of Lost Loves) – serie TV, 1 episodio (1984)
- Cybill – serie TV, episodio 2x10 (1995)
- Living Single – serie TV, 1 episodio (1997)
- Hope Island – serie TV, 1 episodio (2000)
- Tutti i cani dei miei ex (My Boyfriends' Dogs), regia di Terry Ingram – film TV (2014)

## Doppiatrici italiane
Nelle versioni in italiano delle opere in cui ha recitato, Joyce DeWitt è stata doppiata da:
- Emanuela Rossi in Tre cuori in affitto (st. 1-6)
- Valeria Falcinelli in Tre cuori in affitto (st. 7-8)
- Daniela Cavallini in Tutti i cani dei miei ex